# Xanthe Terra
Xanthe Terra (lateinisch für goldgelbes Land; benannt 1979) ist eine große Hochlandregion auf dem Mars.

## Beschreibung
Das Gebiet erstreckt sich beiderseits des Äquators, von der Tieflandebene Chryse Planitia im Norden bis zu den Mariner-Tälern im Süden. In seiner weitesten Ausdehnung misst es 2456 km. Kartografisch befindet sich die Region teilweise im Südosten des Lunae Palus-Gradfeldes, im Südwesten des Oxia Palus-Gradfelds, im Nordosten des Coprates-Gradfelds und im Nordwesten des Margaritifer Sinus-Gradfelds.
Bilder der Raumsonden Mars Express, Mars Global Surveyor und des Mars Reconnaissance Orbiters zeigen ehemalige Flusstäler und Deltas. Die Deltas bestehen aus mehreren dünnen Schichten, ähnlich dem Aufbau derer auf der Erde.

## Galerie

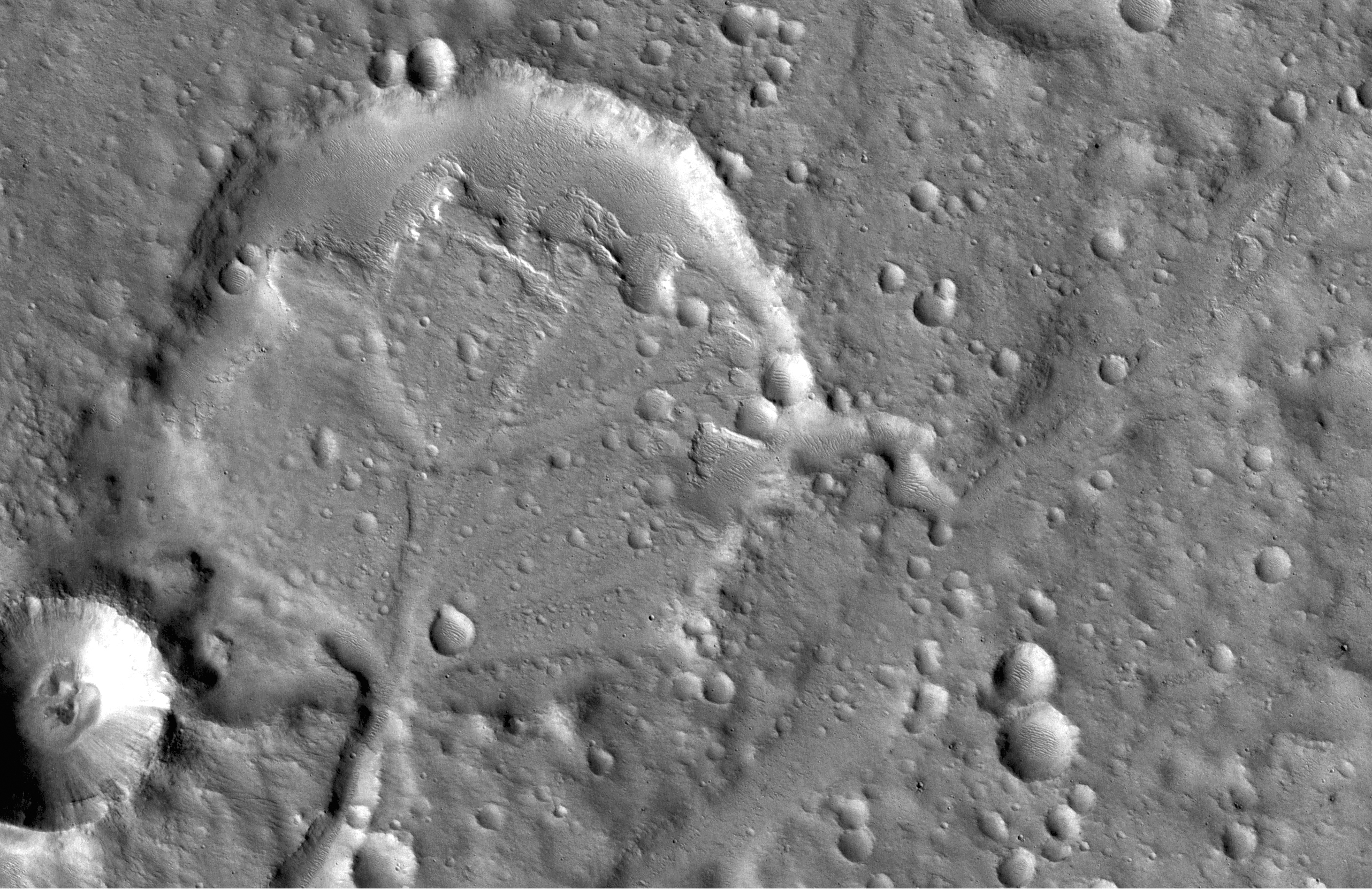
5-km-Einschlagkrater mit Flussablagerungen der Nanedi Valles
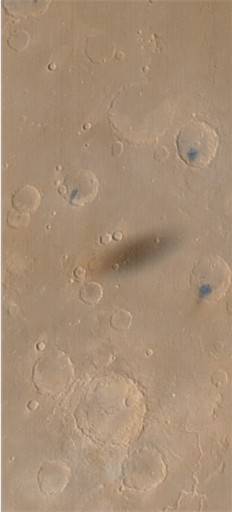
Schatten des Marsmonds Phobos, nördlich der Nanedi Valles
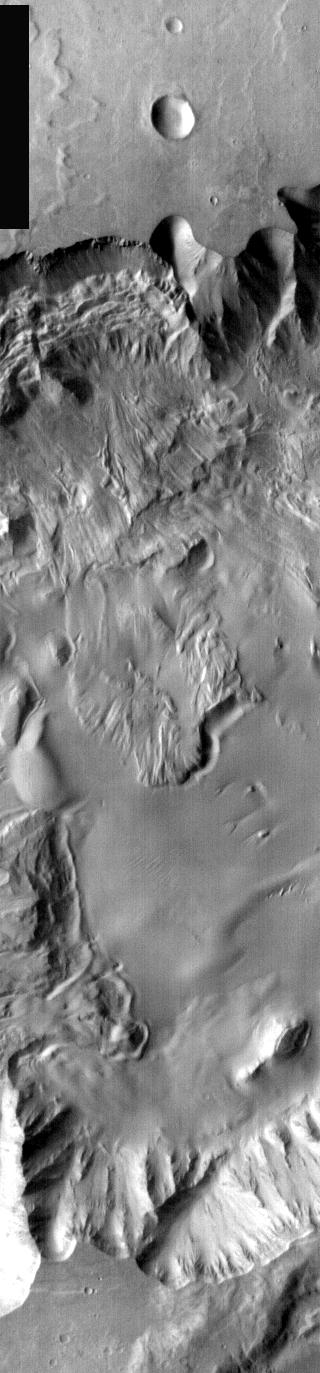
Erdrutsch im Westen von Ganges Chasma
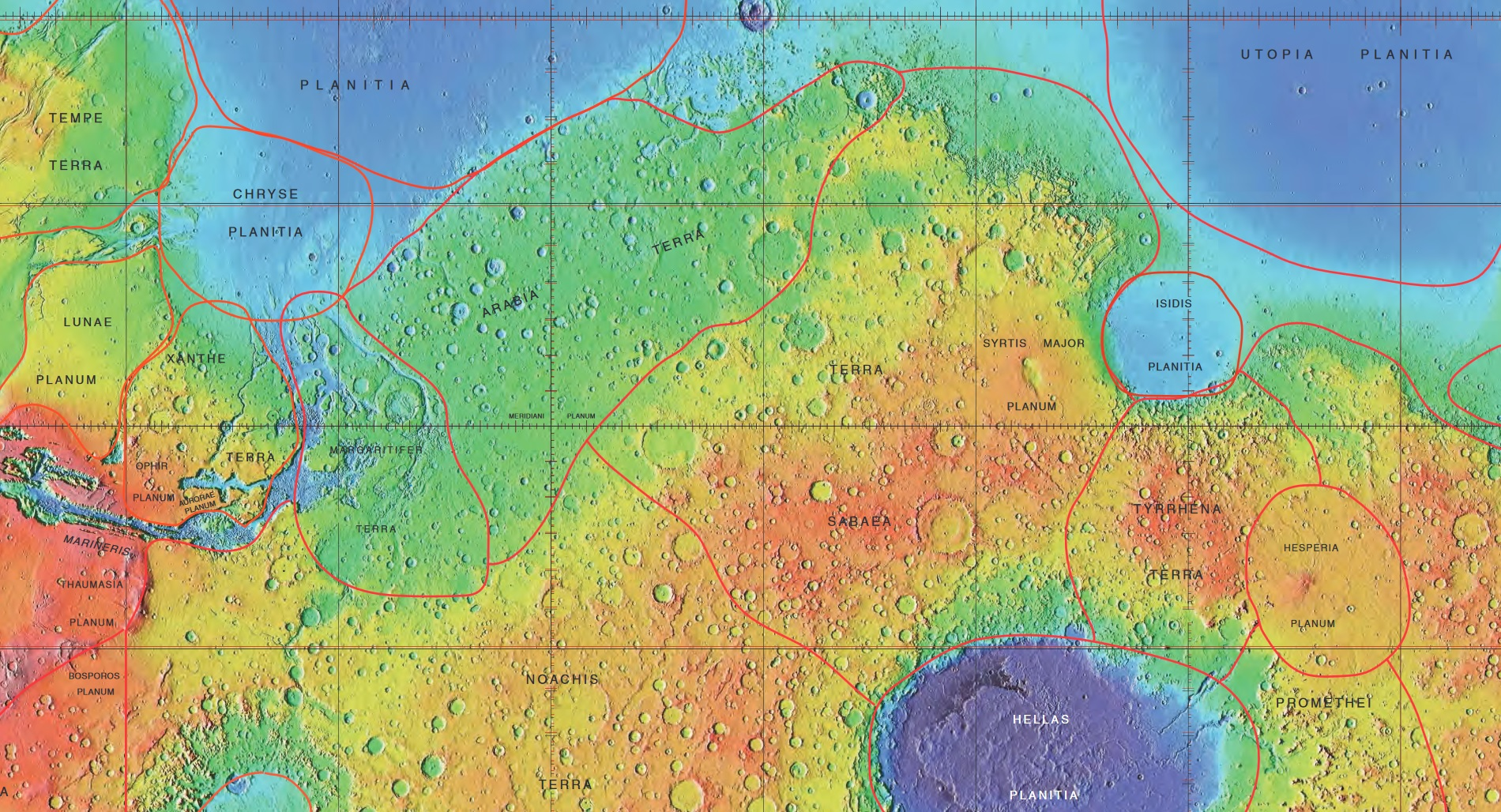
Kartografische Grenzen von Xanthe Terra und anderen Regionen